# Minoa
Minoa es una villa ubicada en el condado de  Onondaga en el estado estadounidense de Nueva York. En el año 2000 tenía una población de 3,348 habitantes y una densidad poblacional de 1,042.6 personas por km².

## Geografía
Minoa se encuentra ubicada en las coordenadas 43°4′37″N 76°0′25″O / 43.07694, -76.00694.

## Demografía
Según la Oficina del Censo en 2000 los ingresos medios por hogar en la localidad eran de $49,100, y los ingresos medios por familia eran $57,200. Los hombres tenían unos ingresos medios de $38,235 frente a los $28,689 para las mujeres. La renta per cápita para la localidad era de $19,591. Alrededor del 2% de la población estaban por debajo del umbral de pobreza.